# Box Office India
Box Office India，印度電影網站。截至2021年7月10日，其在印度的流量排名為83665。新版網站於2014年1月20日上線。

## 背景
Box Office India於2003年6月10日推出。除印度外，巴基斯坦、孟加拉、尼泊爾以及其他寶萊塢、印度印地語電影流行的國家用戶也經常造訪。網站頁面瀏覽量每天平均為83854，每月從廣告收入中獲得約7547美元。截至2012年12月，Box Office India估計淨資產約為18萬3641美元。Box Office India大約有來自大約350個網站的反向連結該網站的資訊已被主流媒體引用。

## 票房報告
Box Office India提供國內外印地語電影的票房結果資訊。該網站定期更新票房報告，按十年和歷史記錄對國內數位和最高收入者進行地理細分。該網站還創建了國內票房走勢的整體週圖表，並更新了印地語電影的全球最終票房，更包含各國印地語海外電影收藏，以及印度電影在好萊塢的開盤與最終數字。
該網站不包括泰盧固語、泰米爾語或卡納達語版本的寶萊塢電影票房數據，以及來自遠東或俄羅斯市場的海外數據。

## 外部連結
- 官方网站